# Петросян Генріх Олександрович
Ге́нріх Петрося́н (вірм. Հենրիխ Պետրոսյան; нар. 1927, Вірменська РСР — пом. 1998) — вірменський футбольний тренер.

## Тренерська кар'єра
Спочатку він тренував клуби на Далекому Сході СРСР. У жовтні 1973 року після звільнення Івана Волкова він очолив «Металург» Жданов, яким тимчасово керував до кінця року. Однак він не врятував команду від вильоту. Посівши останнє місце в українській зоні, клуб попрощався з професійним туром. У 1982 році керував «Амуром» (Комсомольськ-на-Амурі).
Помер у 1998 році у віці 71 року.